# Alexandre-Charles Renard

wapenschild

Alexandre-Charles-Albert-Joseph Renard (Avelin 2 juni 1906 - Parijs 8 oktober 1983) was een Frans prelaat in de 20e eeuw. Hij speelde een rol in het Tweede Vaticaans Concilie.

## Levensloop
Hij groeide op in het Noorderdepartement in Frankrijk. Vanaf 1931 was hij werkzaam als priester in het bisdom Rijsel. Hij combineerde zijn werk als priester met een doctoraat in de letteren, wat hij behaalde in 1942. Na zijn doctoraat gaf hij les in Rijsel. Zijn verdere kerkelijke carrière was als volgt:
- 1953 - 1967 bisschop van Versailles; in deze hoedanigheid nam hij deel aan alle sessies van het Tweede Vaticaans Concilie. Hij publiceerde achteraf meerdere werken over de rol van bisschop en paus in de katholieke kerk, op basis van zijn voorbereidende teksten voor het concilie[3].
- 1967 - 1981 aartsbisschop van Lyon; hij werd tevens kardinaal (1967). Zijn titelkerk in Rome was achtereenvolgens San Francesco di Paola ai Monti (1967-1976) en Trinità dei Monti (1976-1983), gelegen aan de Spaanse Trappen. Deze laatste kerk behoort traditioneel tot de aartsbisschop van Lyon, die tevens de titel draagt van primaat van Gallië.

In 1981 ging Renard met emeritaat. Hij stierf in 1983 en werd begraven in de kathedraal van Lyon.
- Biblioteca Nacional de España: XX1306404
- Bibliothèque nationale de France: cb11921487h (data)
- Catàleg d'autoritats de noms i títols de Catalunya: 981058520550306706
- CiNii: DA16925067
- Gemeinsame Normdatei: 1020293748
- International Standard Name Identifier: 0000 0001 2141 987X
- Library of Congress Control Number: n79095378
- Nationale Bibliotheek van Tsjechië: skuk0004758
- Nederlandse Thesaurus van Auteursnamen: 070993483
- Réseau des bibliothèques de Suisse occidentale: 02-A003737206
- Système universitaire de documentation: 027094197
- Virtual International Authority File: 85178357
- WorldCat: E39PBJxWWq8FFyG3cvhYB9g9Xd